# Fort 7
Fort 7 is een fort gelegen te Wilrijk en onderdeel van de onder Henri Alexis Brialmont gebouwde Brialmontgordel. Er werd in 1859 aangevangen met de bouw en het werd voltooid in 1864. Het fort is gebouwd met fraai metselwerk en versieringen in natuursteen. Het telt ook nog enkele originele bakstenen en betonnen holtraversen. 

## Geschiedenis
Tijdens de Tweede Wereldoorlog diende het fort als munitieopslagplaats voor de Duitse Luftwaffe. Eind augustus 1944, vlak voor de bevrijding kreeg de commandant van het fort, majoor Wilhelm Metzger de opdracht om de toen aanwezige munitievoorraad (zoals luchtafweermunitie en springladingen van V2-raketten) te laten opblazen, zodat die niet in geallieerde handen zou vallen. Metzger, een overtuigde antinazi, was niet bereid om nutteloos bloedvergieten in de hand te werken. In plaats daarvan gaf hij bevel om op 3 september 1944 alle aanwezige munitie in de gracht rondom het fort te droppen, om zo mensenlevens te sparen en op die manier de munitie onklaar te maken. Zo bleef het fort uitzonderlijk gaaf bewaard.

## Huidige situatie
Fort 7 is geselecteerd als Habitatrichtlijngebied. Het fort is een natuurgebied met een waardevolle flora. De militaire gebouwen zijn bijna een onderdeel van de natuur. Het fort is dicht begroeid. Ook buiten de fortgracht, op het voormalige glacis, staan bomen. Het forteiland is natuurreservaat en niet vrij toegankelijk, voor de helft beheerd door Natuurpunt vzw, de andere helft door de vissersvereniging De Meyvis.
Sinds 1994 zijn alle gebouwen, grachten en omwallingen van het fort beschermd als monument. Het natuurreservaat is sedert 1999 eigendom van het Agentschap Natuur en Bos van de Vlaamse Gemeenschap. Het gedeelte buiten de gracht is eigendom van de stad Antwerpen.